# Soulgé-sur-Ouette
Soulgé-sur-Ouette is een gemeente in het Franse departement Mayenne (regio Pays de la Loire). De plaats maakt deel uit van het arrondissement Laval. Soulgé-sur-Ouette telde op 1 januari 2022 1.060 inwoners.

## Geografie
De oppervlakte van Soulgé-sur-Ouette bedroeg op 1 januari 2022 22,94 vierkante kilometer; de bevolkingsdichtheid was toen 46,2 inwoners per km².

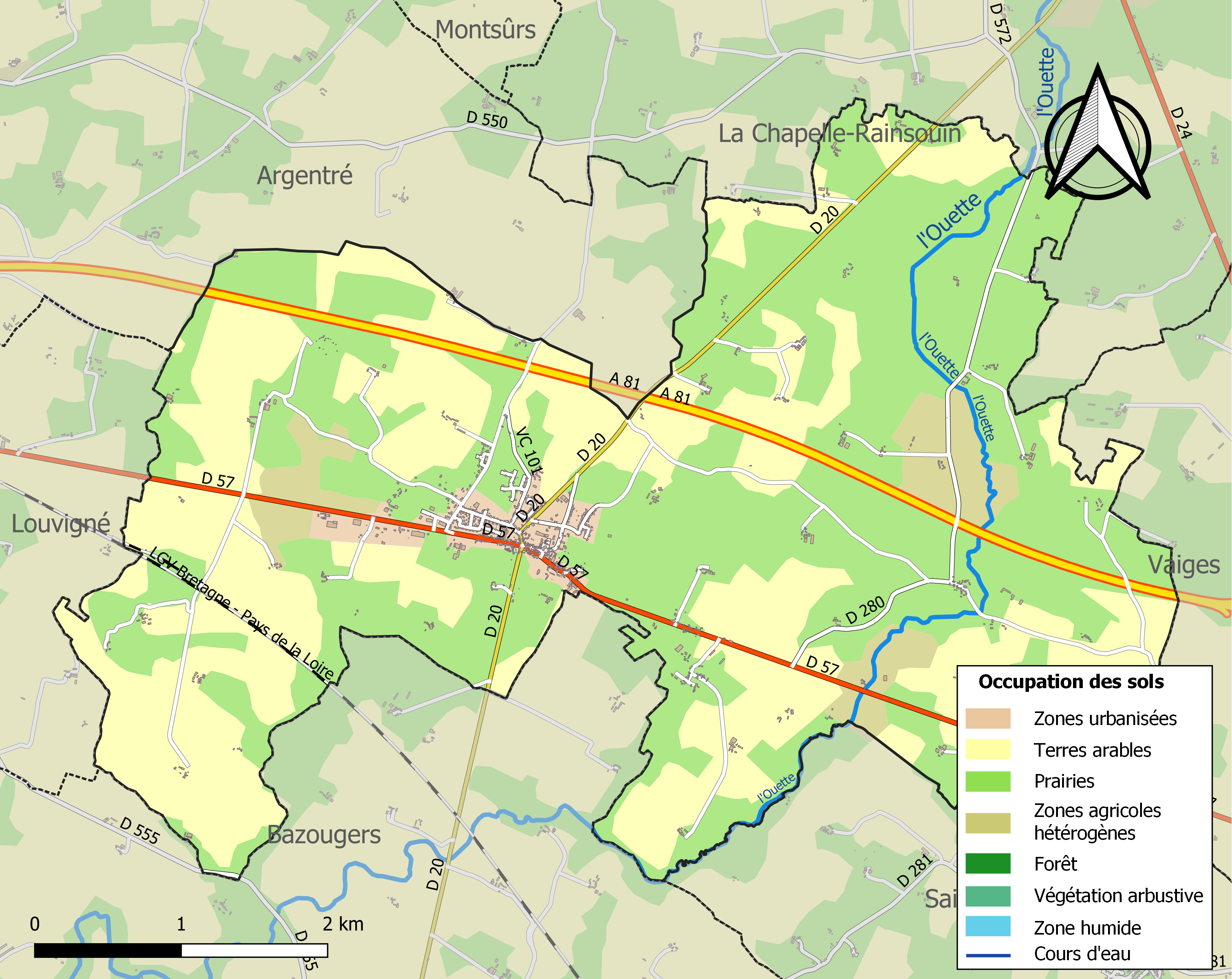
Kaart van de gemeente met de belangrijkste infrastructuur, bodemgebruik en omliggende gemeenten

## Demografie
Onderstaande figuur toont het verloop van het inwonertal (bron: INSEE-tellingen).